# Ueckermünde
Ueckermünde is een gemeente in de Duitse deelstaat Mecklenburg-Voor-Pommeren, gelegen in de Landkreis Vorpommern-Greifswald. De stad telt 8.472 inwoners.

## Geografie
Ueckermünde heeft een oppervlakte van 43 km² en ligt in het noordoosten van Duitsland bij de monding van de rivier de Uecker in het Oderhaf. Ten zuidoosten van de stad ligt de Ueckermünder Heide, een bosgebied dat zich over 50 km uitstrekt tot aan de Poolse stad Police.

## Geschiedenis
Ueckermünde is een nederzetting uit Slavische tijd (Ukramunda). In de Dertigjarige Oorlog werd Ueckermünde verwoest, en raakte het stadje ontvolkt. Pas
in de tweede helft van de zeventiende, maar vooral in de achttiende eeuw bloeide de plaats op, en eens te meer nadat zij van Zweedse in Pruisische handen was overgegaan.
Ueckermunde heeft een historisch centrum, met een aantal oude gevels, waarin vooral de torens van het Schloss en de Marienkirche opvallen. Het Schloss
behoorde toe aan de Hertogen van Pommeren. Het was oorspronkelijk veel groter, maar de merkwaardige toren, de binnenhof, en
enkele vleugels bleven bewaard. Ze dienen thans als gemeentehuis. De Marienkirche is een achttiende-eeuws gebouw, waaraan in de negentiende eeuw een
neo-gotische toren werd gebouwd. Reeds in DDR-tijd werden enkele panden fraai gerestaureerd, zoals de
Jugendstilwinkels aan de Ueckerstrasse, maar vooral na de Wende kwamen er grootschaliger restauraties op gang, die ook meer vaart
hadden dan die uit de DDR-tijd. Berucht moeilijk was de restauratie van het in vakwerk gebouwde Speicher aan het Alte Bollwerk, dat met zijn ingewikkelde
dakconstructies een ware puzzel vormde voor de restauratoren.
De plattegrond van Ueckermünde toont enkele evenwijdig lopende lange straten, waarvan de belangrijkste vanaf het Alte Bollwerk aan beide zijden van de
Markt uitkomen. Hier vallen fraaie oude gevels van gegoede burgers op, in vrolijke kleuren, en het na de Wende geplaatste beeldje van een visserman.
Plaatselijke geschiedschrijver was August Bartelt, die in 1926 zijn 'Geschichte der Stadt Ueckermünde' schreef. Bartelts geschiedwerk verwijst voortdurend naar documenten uit het stadsarchief, dat hij goed kende. Korte tijd na de verschijning vloog evenwel de Schlossturm in brand, waarbij ook het archief werd verwoest. Na de verwoesting van het archief is Bartelts werk de belangrijkste bron van informatie over de geschiedenis van Ueckermünde.
In de nazitijd kreeg Ueckermünde een treurige bekendheid: in het lokale ziekenhuis werd in het kader van het T-4-euthanasieprogramma op grote schaal mensen om het leven gebracht.
In de DDR-tijd nam men de beslissing nieuwe stadsdelen 'buiten' aan te leggen, en op onopvallende plekken, zodat de stad zelf nog altijd, net als vroeger, vanuit een open landschap kan worden binnengegaan.
Sinds de Wende heeft Ueckermünde zich gericht op het toerisme als vakantieoord met strand en jachthaven. Het treinstation, dat van oudsher een eindje buiten de stad lag, is in 2010 doorgetrokken tot de rand van de binnenstad.

## Partnersteden
- Police (Polen)
- Nowe Warpno (Polen)
- Pattensen (Duitsland)
- Sande (Duitsland)

## Geboren

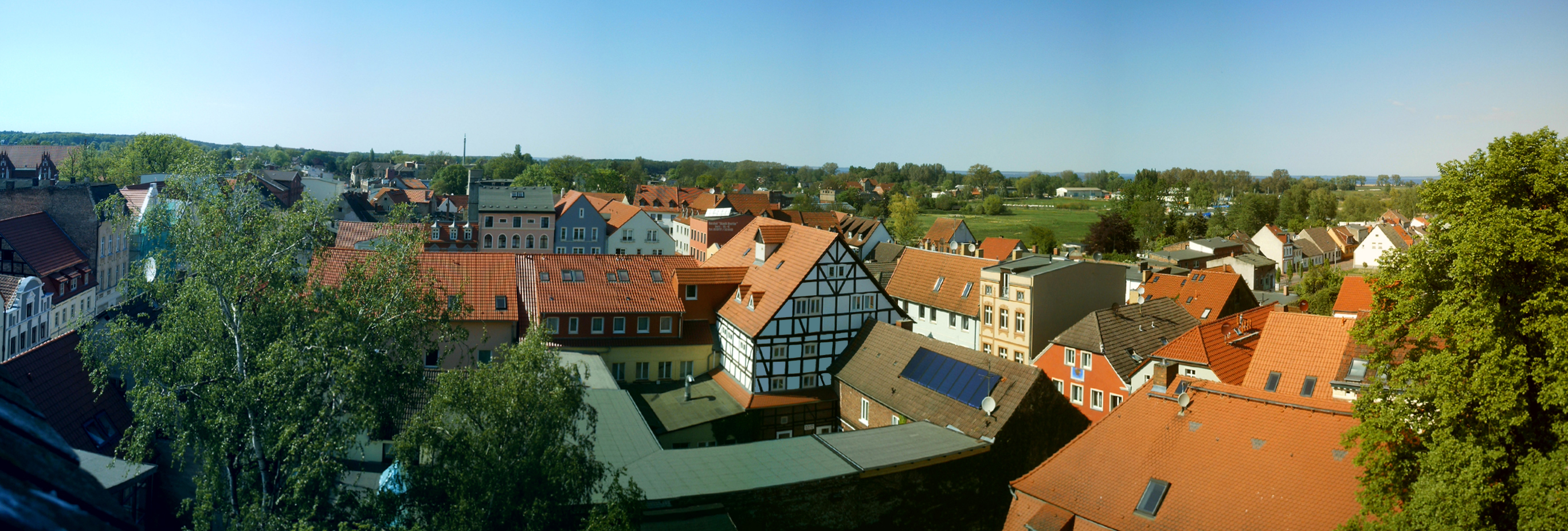
Panorama van de Altstadt

- Ben Zucker (1983), zanger

Ahlbeck ·
Alt Tellin ·
Altwarp ·
Altwigshagen ·
Anklam ·
Bandelin ·
Bargischow ·
Behrenhoff ·
Bentzin ·
Benz ·
Bergholz ·
Blankensee ·
Blesewitz ·
Boldekow ·
Boock ·
Brietzig ·
Brünzow ·
Bugewitz ·
Buggenhagen ·
Butzow ·
Daberkow ·
Dargelin ·
Dargen ·
Dersekow ·
Diedrichshagen ·
Ducherow ·
Düvier ·
Eggesin ·
Fahrenwalde ·
Ferdinandshof ·
Garz ·
Glasow ·
Grambin ·
Grambow ·
Greifswald ·
Gribow ·
Groß Kiesow ·
Groß Luckow ·
Groß Polzin ·
Görmin ·
Gützkow ·
Hammer a. d. Uecker ·
Hanshagen ·
Heinrichswalde ·
Heringsdorf ·
Hinrichshagen ·
Hintersee ·
Iven ·
Jarmen ·
Jatznick ·
Kamminke ·
Karlsburg ·
Karlshagen ·
Katzow ·
Kemnitz ·
Klein Bünzow ·
Koblentz ·
Korswandt ·
Koserow ·
Krackow ·
Krien ·
Kruckow ·
Krugsdorf ·
Krummin ·
Krusenfelde ·
Kröslin ·
Lassan ·
Leopoldshagen ·
Levenhagen ·
Liepgarten ·
Loddin ·
Loissin ·
Loitz ·
Lubmin ·
Luckow ·
Löcknitz ·
Lübs ·
Lühmannsdorf ·
Lütow ·
Medow ·
Meiersberg ·
Mellenthin ·
Mesekenhagen ·
Murchin ·
Mölschow ·
Mönkebude ·
Nadrensee ·
Neetzow-Liepen ·
Neu Boltenhagen ·
Neu Kosenow ·
Neuenkirchen (bij Anklam) ·
Neuenkirchen (bij Greifswald) ·
Nieden ·
Papendorf ·
Pasewalk ·
Peenemünde ·
Penkun ·
Plöwen ·
Polzow ·
Postlow ·
Pudagla ·
Ramin ·
Rankwitz ·
Rollwitz ·
Rossin ·
Rossow ·
Rothemühl ·
Rothenklempenow ·
Rubenow ·
Rubkow ·
Sarnow ·
Sassen-Trantow ·
Sauzin ·
Schmatzin ·
Schönwalde ·
Spantekow ·
Stolpe an der Peene ·
Stolpe auf Usedom ·
Strasburg ·
Torgelow ·
Trassenheide ·
Tutow ·
Ückeritz ·
Ueckermünde ·
Usedom ·
Viereck ·
Vogelsang-Warsin ·
Völschow ·
Wackerow ·
Weitenhagen ·
Wilhelmsburg ·
Wolgast ·
Wrangelsburg ·
Wusterhusen ·
Zemitz ·
Zempin ·
Zerrenthin ·
Ziethen ·
Zinnowitz ·
Zirchow ·
Züssow